# Wilhelm Friedmann (Ingenieur)
Wilhelm Friedmann (* 25. September 1887 in Wien; † 29. November 1936 in Frankfurt am Main) war ein deutsch-österreichischer Ingenieur, der Opfer der nationalsozialistischen Rassenideologie wurde.

## Werdegang
Wilhelm Friedmann verlor schon früh seine jüdischen Eltern. Seine Mutter L. Friedmann, geborene Braun, starb 1897 in Wien, sein Vater Adolf Friedmann, von Beruf Kaufmann, im Jahr 1902. Wilhelm Friedmann schloss 1911 sein Maschinenbaustudium an der Technischen Hochschule Wien mit der Zweiten Staatsprüfung erfolgreich ab. Im Jahr 1915 reichte er seine Dissertation an der Technischen Hochschule Wien ein. Deren Titel lautete: „Untersuchungen über die Holzwarth-Gasturbine für Koksofengas“.
Wilhelm Friedmann wurde zwar zum Wehrdienst eingezogen, musste aber als Folge einer Gelenkentzündung wieder entlassen werden. Auf Veranlassung der österreichischen Regierung wurde er nach Berlin delegiert, um dort U-Boot-Motoren zu konstruieren. Im Anschluss an diese Tätigkeit durchlief Wilhelm Friedmann Berufsstationen bei Eisenwerken in Hannover und Mülheim an der Ruhr, bei Daimler in Berlin-Marienfelde und als Abteilungsleiter in einem Automobilwerk in Stettin. Außerdem arbeitete er vier Jahre lang als Lehrer am Technikum Hainichen.
Mitte Juli 1920 hatte Wilhelm Friedmann erfahren, dass an der Städtischen polytechnischen Lehranstalt Friedberg ein Dozent für Mathematik gesucht wurde. Die von Wilhelm Friedmann eingereichte Bewerbung verlief erfolgreich und so konnte er bereits zum 1. Oktober 1920 die Stelle als Ingenieur-Mathematiker übernehmen. Zuvor war er im August 1920 in Stettin durch Taufe zum evangelischen Glauben übergetreten. Nach einjähriger Probezeit schloss er am 15. November 1921 einen Dienstvertrag mit der Stadt Friedberg (Hessen) und wurde fest eingestellt. Im August 1926 verheiratete er sich in Frankfurt am Main und verlegte danach seinen Wohnsitz nach Friedberg. Zum 1. Januar 1927 war die Übernahme ins Beamtenverhältnis geplant, tatsächlich erfolgte diese am 1. April 1927. Gleichzeitig wurde ihm der Titel eines städtischen Baurats verliehen. Wilhelm Friedmanns Lehrtätigkeit erweiterte sich in den folgenden Jahren. Er unterrichtete neben Mathematik auch in seinem Spezialgebiet Maschinenbau, dazu kamen Unterweisungen der Studierenden in Mechanik und an Verbrennungsmaschinen. Unter den Studierenden war Wilhelm Friedmann sehr angesehen, vor allem wegen seiner Fachkompetenz.
Der hessische Reichsstatthalter Jakob Sprenger versetzte Wilhelm Friedmann am 18. September 1933 auf der Grundlage des § 3 des Gesetzes zur Wiederherstellung des Berufsbeamtentums mit Wirkung zum 1. Januar 1934 wegen nichtarischer Abstammung vorzeitig und zwangsweise in den Ruhestand. Das Ehepaar Friedmann zog Ende September 1933 nach Frankfurt am Main in die Finkenhofstraße 26 I. Das an Wilhelm Friedmann ausgezahlte Ruhegehalt wurde nur bis zum 1. April 1935 gewährt. Da er weiteren Verfolgungen ausgesetzt war, setzte Wilhelm Friedmann seinem Leben am 29. November 1936 in Frankfurt am Main ein Ende.